# 两分转换
在美式足球和加拿大式足球中，两分转换(two-point conversion)是在达阵得分后可选的两种追加得分方式之一。此得分方式为在距离达阵区很近的地方按照正常进攻方式尝试达阵，达阵成功即可在原有达阵6分的基础上再加2分，即此次进攻共得8分。在不同的规则中，两分转换开始进攻的位置是不同的，从5码线到2码线不等。